# Diepzeekern

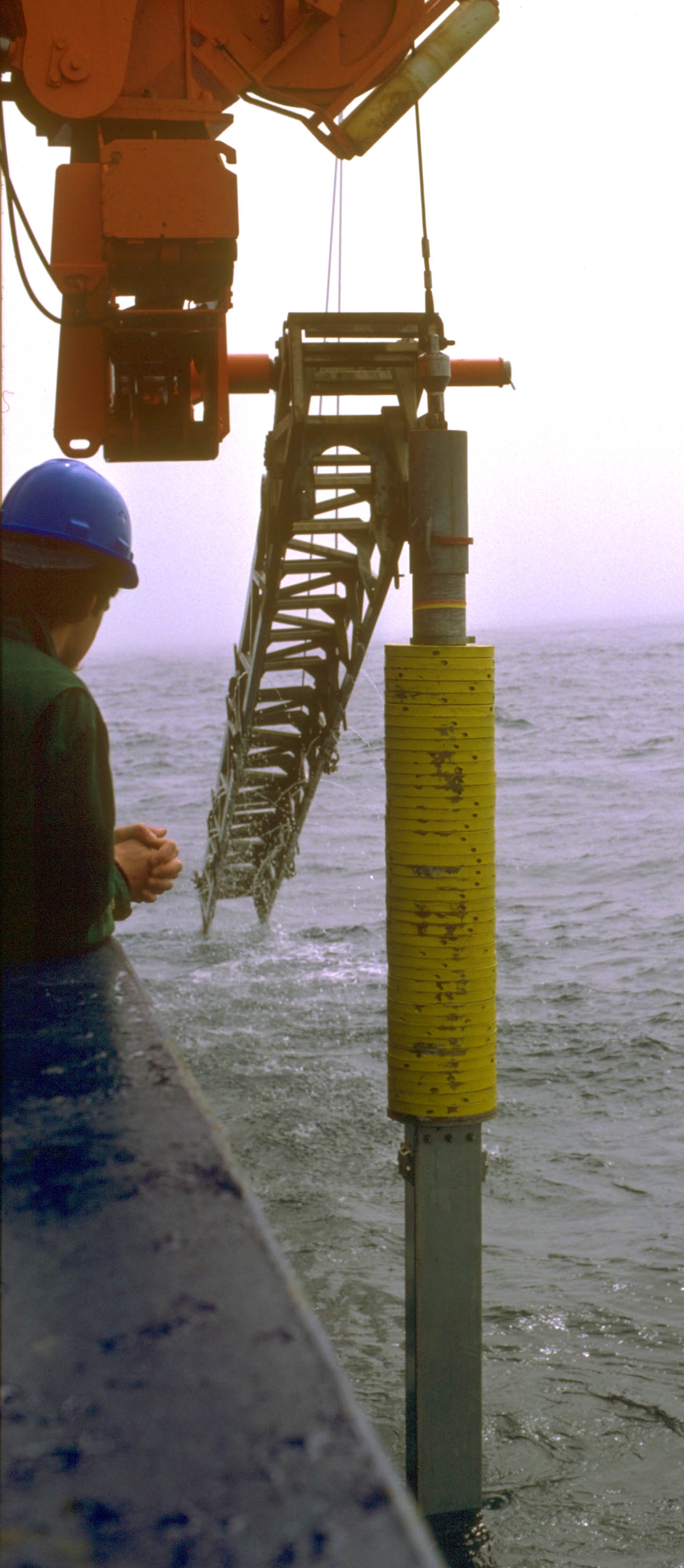
Een 'gravity corer' wordt vaak gebruikt om diepzeekernen te nemen.

Een diepzeekern (ook wel sedimentkern) is een cilindervormig monster van marien sediment. Het wordt over het algemeen op open zee genomen vanaf een onderzoeksschip, zoals de Chikyu van het Integrated Ocean Drilling Program. Diepzeekernen worden gebruikt in vele disciplines binnen de aardwetenschappen, onder andere de paleoceanografie, sedimentologie en paleoklimatologie. Het sediment van een kern kan door middel van verschillende methodes onderzocht worden. Een aantal parameters die bestudeerd kunnen worden:
- (micro-) fossielen
- korrelgrootte
- koolstofisotopen
- zuurstofisotopen
- magnetisme
- elementen (bijvoorbeeld door middel van xrf)

Het grote voordeel van het gebruik van diepzeekernen is dat diep-mariene sedimenten over het algemeen een onafgebroken geologisch archief representeren. Dit in tegenstelling tot continentale of kustnabije afzettingen, die vaak veel hiaten bevatten. Dit mariene archief gaat terug tot in het Krijt. Oudere sedimenten zijn in situ zeldzaam, aangezien oceaankorst na verloop van tijd door middel van subductie verdwijnt. Verder is het diepzee-onderzoek relatief goedkoop uit te voeren, zeker in vergelijking met onderzoek aan ijskernen. 
|  |  |